# Elbert Dijkgraaf

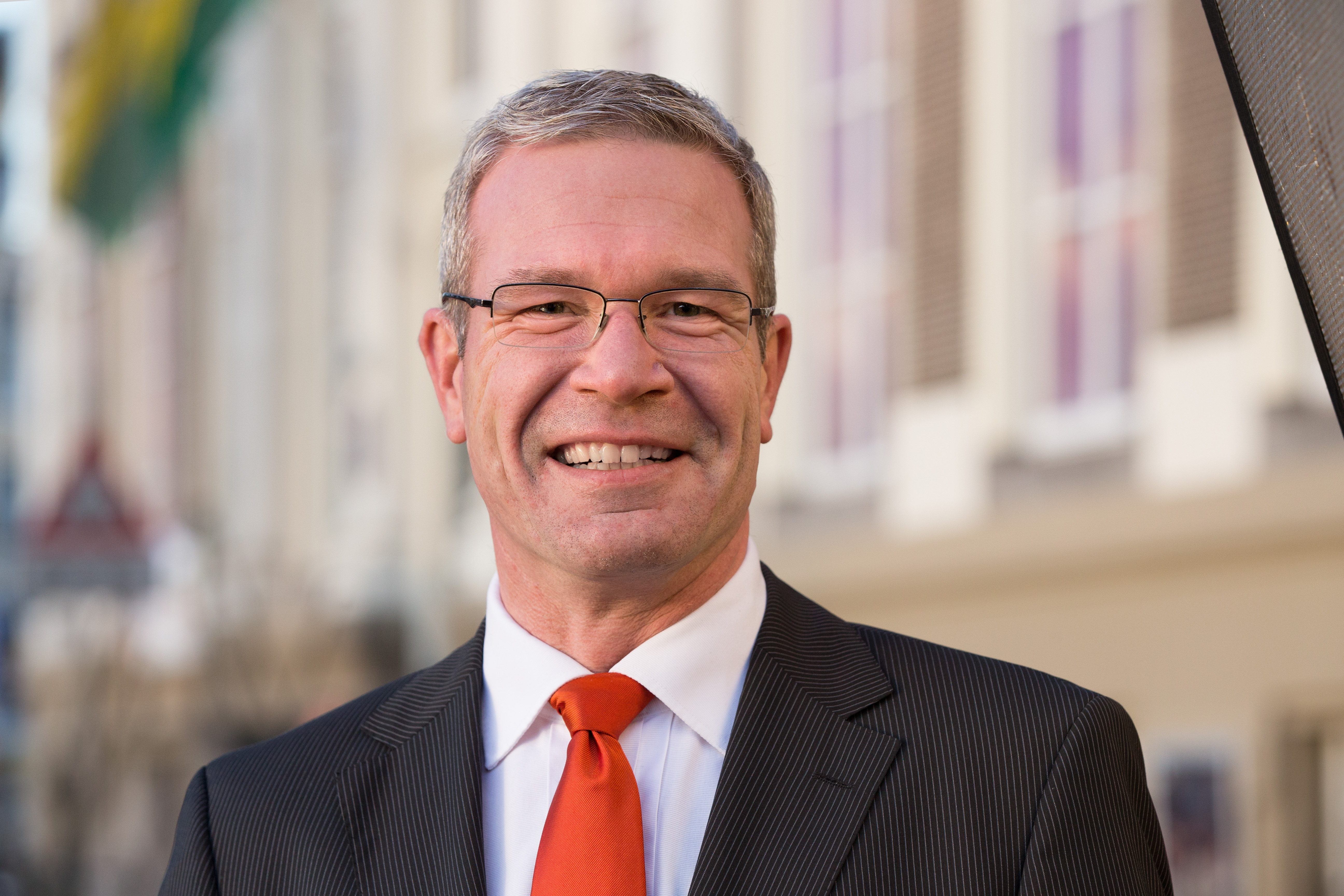
Elbert Dijkgraaf

Elbert Dijkgraaf (* 6. Januar 1970 in Almelo) ist ein niederländischer Ökonom und Politiker der Staatkundig Gereformeerde Partij (SGP).
Dijkgraaf studierte Wirtschaftswissenschaft an der Erasmus-Universität Rotterdam und promovierte 2004 mit einer Dissertation über die Marktregulierung des niederländischen Abfalls. Seit 1995 ist er als Wissenschaftler an dieser Universität tätig, seit dem 1. Juni 2009 als Professor für Empirische Wirtschaftsfragen des Öffentlichen Sektors.
Politisch war er von 1999 bis 2003 als Vorsitzender der Jugendorganisation der SGP engagiert. Vom 17. Juni 2010 bis zum 10. April 2018 war er Mitglied der Zweiten Kammer des niederländischen Parlaments.
Elbert Dijkgraaf ist verheiratet und lebt in Rotterdam. Er ist Mitglied der Reformierten Gemeinden und schreibt regelmäßig eine Kolumne sowie Kommentare im Reformatorisch Dagblad, einer orthodox-reformierten Tageszeitung in den Niederlanden.